# Андреја Стевановић
Андреја Стевановић (Крагујевац, 9. јул 1995) је српски кошаркаш. Игра на позицији бека.

## Биографија
Каријеру је започео у млађим категоријама крагујевачког Радничког. У августу 2013. потписао је и професионални уговор са Радничким, па је у дресу овог клуба током сезоне 2013/14. забележио и прве наступе у сениорској конкуренцији. Сезону 2014/15. провео је у Напретку из Алексинца. У сезони 2015/16. био је један од најзапаженијих играча чачанског Борца. У лето 2016. имао је позив Партизана, али је ипак одлучио да каријеру настави у екипи Динамика. Након одигране сезоне у Динамику, Стевановић је на позив тренера Мирослава Николића прешао у Партизан заједно са својим клупским другом Страхињом Гавриловићем. У Партизану није успео да се избори за већу минутажу па је 21. децембра 2017. споразумно раскинуо уговор са клубом. Вратио се затим у Динамик, у којем је био све до марта 2019. године када је споразумно раскинуо сарадњу са клубом. Вратио се затим у родни Крагујевац и потписао за ККК Раднички, члана Друге лиге Србије. Освајањем првог места у Другој лиги, Раднички је изборио повратак у Кошаркашку лигу Србије. Стевановић је током такмичарске 2020/21. у Кошаркашкој лиги Србије бележио 23,3 поена по мечу па је добио награду за најбољег стрелца лиге. У септембру 2021. је потписао уговор са француским друголигашем Евреом. У фебруару 2022. је потписао за Ловћен.